# 西奥多·弗里曼
西奥多·科蒂·弗里曼（Theodore Cordy Freeman，1930年2月18日—1964年10月31日）曾是一位美国国家航空航天局的宇航员。

## 职业生涯
西奥多·弗里曼因为有着3300小时的飞行记录，其中2400小时为驾驶喷气式飞机的优秀记录，1963年被遴选为NASA第三组宇航员，他的任务是帮助火箭助推器的研发。

## 去世
1964年10月31日，弗里曼驾驶T-38教练机从圣路易斯起飞前往休斯顿。当时他在圣路易斯完成训练任务返回基地，在艾灵顿联合基地进场时发生坠机意外。调查报告称飞机撞上了一只大雁，发动机旋即熄火停车。弗里曼试图驾驶飞机着陆，但并不成功，最后关头他决定跳伞逃生，但当时飞行姿态为机头向下，弗里曼几乎以水平的姿态从座舱中弹出，造成降落伞没能及时打开，弗里曼坠亡。